# John Mulaney

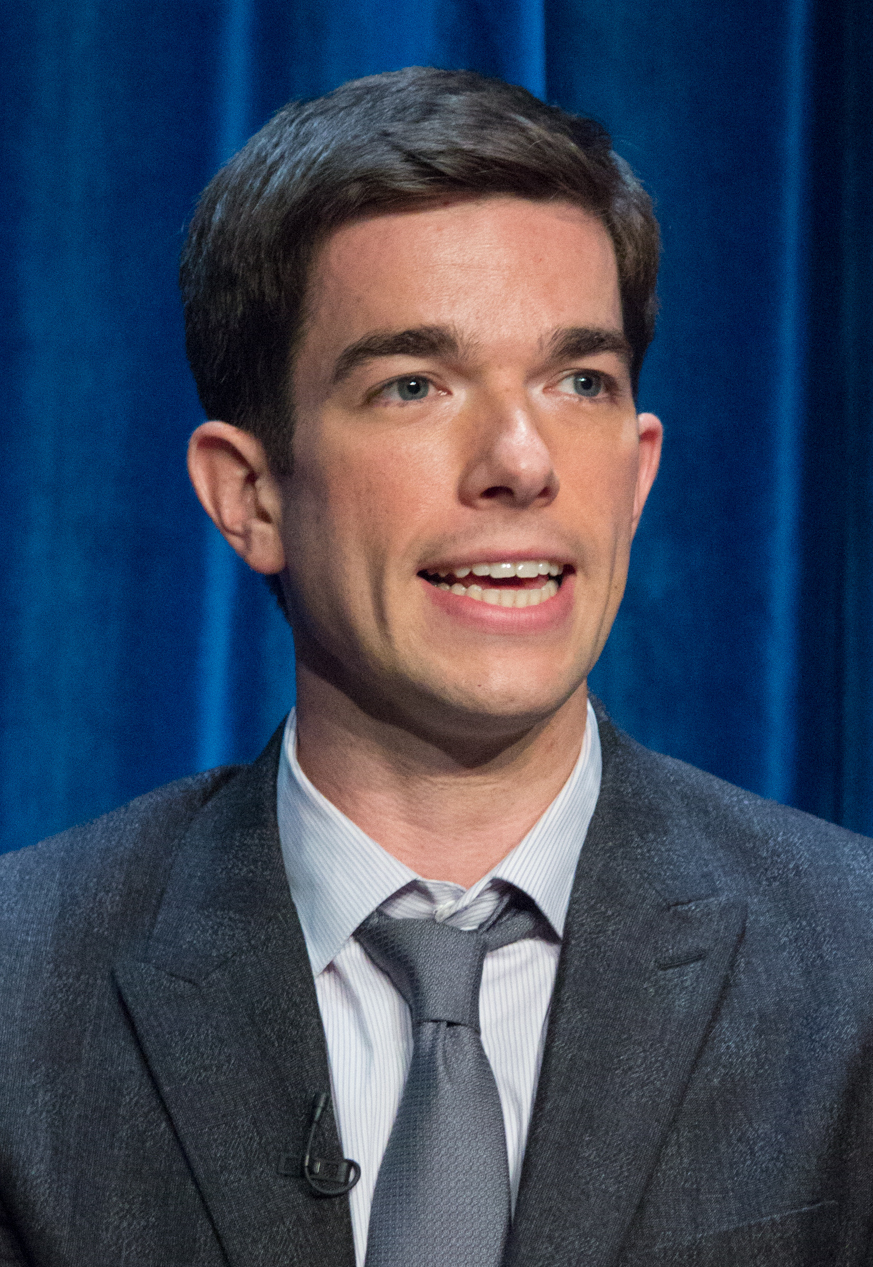
John Mulaney, 2014

John Edmund Mulaney (* 26. August 1982 in Chicago, Illinois) ist ein US-amerikanischer Stand-up-Comedian, Schauspieler, Synchronsprecher, Drehbuchautor und Filmproduzent.

## Leben
Mulaney wuchs in Chicago als Kind zweier Juristen auf. Seine Mutter war als Professorin an der Northwestern University tätig. Er besuchte die Georgetown University. Anschließend zog er nach New York City, wo er im Büro von Comedy Central zu arbeiten begann.
Im August 2008 hatte er eine Audition bei der US-amerikanischen Comedy-Show Saturday Night Live (SNL) und er wurde als Autor angestellt. Bekanntheit erlangte er unter anderem durch seine Stefon-Sketche, bei der Bill Hader die Figur des Experten für das New Yorker Nachtleben Stefon spielte. Im Jahr 2011 gewann Mulaney seinen ersten Emmy, nachdem er in der Kategorie „Outstanding Original Music And Lyrics“ als einer der Schreiber von Justin Timberlakes Monolog bei dessen SNL-Auftritt nominiert war.
Neben seiner Tätigkeit bei SNL war Mulaney auch als Stand-up-Comedian tätig. Er trat unter anderem in Talkshows wie Late Night with Jimmy Fallon oder Jimmy Kimmel Live! auf. Im Jahr 2009 veröffentlichte er sein erstes Stand-up-Comedy-Album The Top Part. Es wurden auch einige seiner Auftritte für Comedy Central und Netflix aufgezeichnet.
Von Oktober 2014 bis Februar 2015 wurde die Serie Mulaney von der Fox Broadcasting Company ausgestrahlt. John Mulaney spielte dabei in der Hauptrolle sich selbst. Bei der Emmy-Verleihung 2018 gewann er für seine Arbeit an der Netflix-Produktion John Mulaney: Kid Gorgeous at Radio City erneut einen Preis in der Kategorie „Outstanding Writing for a Variety Special“.
Am 5. Juli 2014 heiratete Mulaney seine Verlobte Annamarie Tendler. Er gab bekannt, keinen Alkohol mehr zu trinken, nachdem er in seiner Jugend Probleme aufgrund seines Drogen- und Alkoholkonsums hatte. Nachdem Mulaney rückfällig geworden war und einen zweimonatigen Entzug beendet hatte, gab das Paar im Mai 2021 seine Trennung bekannt. Im Januar 2022 wurde die Scheidung vollzogen.
Seit Mai 2021 ist Mulaney mit der US-amerikanischen Schauspielerin Olivia Munn zusammen. Am 24. November desselben Jahres wurden die beiden Eltern eines Sohnes. Im Juli 2024 heirateten sie. Im September 2024 wurden sie Eltern einer Tochter, die von einer Leihmutter zur Welt gebracht wurde.

## Filmografie

### Schauspieler
- 2004: Jump Cuts (Fernsehserie)
- 2006: Invisible City (Kurzfilmserie)
- 2007: Human Giant (Fernsehserie)
- 2007: Balls of Steel (Fernsehfilm)
- 2008: I Love the '30s (Kurzfilmserie)
- 2008: Atom TV (Fernsehserie)
- 2008: The Oh, Hello Show (Kurzfilmserie)
- 2009: Important Things with Demetri Martin (Kurzfilmserie)
- 2009: The Lonely Island: Like a Boss (Kurzfilm)
- 2009–2018: Saturday Night Live (Fernsehserie)
- 2010: Mayne Street (Fernsehserie)
- 2013–2015: Kroll Show (Fernsehserie)
- 2014–2015: Mulaney (Fernsehserie)
- 2015–2016: Late Night with Seth Meyers (Fernsehserie)
- 2016: Comedy Bang! Bang! (Fernsehserie)
- 2016: Lady Dynamite (Fernsehserie)
- 2016: Bachelor Live  (Miniserie)
- 2016: Difficult People (Fernsehserie)
- 2016: Conan (Fernsehserie)
- 2016: Nothin's Easy  (Fernsehserie)
- 2017: Oh, Hello on Broadway (Fernsehfilm)
- 2017–2019: Big Mouth  (Fernsehserie)
- 2018: Portlandia (Fernsehserie)
- 2018: Saturday Night Live: Cut For Time (Fernsehserie)
- 2018: Animals. (Fernsehserie)
- 2018: Spider-Man: A New Universe (Sprechrolle)
- 2018–2019: Crashing (Fernsehserie)
- 2019: Documentary Now! (Fernsehserie)
- 2019: Caught in a Ham (Kurzfilm)
- 2019: Die Simpsons (Sprechrolle, Trickfilmserie)
- 2019: Dickinson  (Fernsehserie)
- 2022: Chip und Chap: Die Ritter des Rechts (Chip 'n' Dale: Rescue Rangers, Sprechrolle)
- 2022: Der gestiefelte Kater: Der letzte Wunsch (Puss in Boots: The Last Wish) (Stimme)
- 2023: The Bear (Fernsehserie)

### Drehbuchautor
- 2004: Cavalcade of Personalities (Kurzfilm)
- 2005–2008: I Love the '30s (Fernsehserie)
- 2008: Atom TV (Fernsehserie)
- 2008: Mike Birbiglia's Secret Public Journal
- 2008: The Oh, Hello Show (Kurzfilmserie)
- 2008–2012: Saturday Night Live: Weekend Update Thursday (Fernsehserie)
- 2008–2019: Saturday Night Live (Fernsehserie)
- 2009: Important Things with Demetri Martin (Fernsehserie)
- 2009: Comedy Central Presents (Dokumentation)
- 2009: Saturday Night Live: Just Shorts
- 2010: The Very Funny Show (Fernsehserie)
- 2011: 2011 White House Correspondents' Association Dinner
- 2012: John Mulaney: New in Town (Dokumentation)
- 2012: Funny as Hell (Fernsehserie)
- 2013: Comedy Central Roast of James Franco
- 2014: Mulaney: An Opening Act (Fernsehfilm)
- 2014–2015: Mulaney (Fernsehserie)
- 2015: Saturday Night Live: 40th Anniversary Special
- 2015–2019: Documentary Now! (Fernsehserie)
- 2016: Maya & Marty (Fernsehserie)
- 2017: Oh, Hello on Broadway (Fernsehfilm)
- 2018: 75th Golden Globe Awards
- 2018: John Mulaney: Kid Gorgeous at Radio City
- 2019: Golden Globe Awards
- 2019: John Mulaney & the Sack Lunch Bunch

### Filmproduzent
- 2005: The Oh, Hello Show (Kurzfilmserie)
- 2005: I Love the '30s (Kurzfilmserie)
- 2010: Ugly Americans (Fernsehserie)
- 2011–2012: Saturday Night Live (Fernsehserie)
- 2012: John Mulaney: New in Town (Dokumentation)
- 2014–2015: Mulaney (Fernsehserie)
- 2015: John Mulaney: The Comeback Kid
- 2015: Documentary Now!
- 2017: Oh, Hello on Broadway (Fernsehfilm)
- 2017–2025: Big Mouth (Fernsehserie)
- 2018: John Mulaney: Kid Gorgeous at Radio City
- 2019: John Mulaney & the Sack Lunch Bunch

## Diskografie
- The Top Part (Comedy Central Records, 2009)
- New in Town (Comedy Central Records, 2012)
- The Comeback Kid (Drag City, 2017)
- John Mulaney: Kid Gorgeous at Radio City (Drag City, 2018)
- John Mulaney & the Sack Lunch Bunch (Drag City, 2019)

## Auszeichnungen und Nominierungen
Peabody Awards
- 2008: Auszeichnung für Saturday Night Live[18]

Primetime Emmy Awards
- 2009: Nominierung für Outstanding Writing for a Variety, Music or Comedy Series für Saturday Night Live[19]
- 2010: Nominierung für Outstanding Writing for a Variety, Music or Comedy Series für Saturday Night Live[19]
- 2011: Nominierung für Outstanding Writing for a Variety, Music or Comedy Series für Saturday Night Live[19]
- 2011: Auszeichnung für Outstanding Music and Lyrics für Saturday Night Live: "Justin Timberlake Monologue"[19]
- 2012: Nominierung für Outstanding Variety Series für Saturday Night Live[19]
- 2012: Nominierung für Outstanding Writing for a Variety Series für Saturday Night Live[19]
- 2012: Nominierung für Outstanding Original Music and Lyrics für Saturday Night Live[19]
- 2013: Nominierung für Outstanding Writing for a Variety Special für Saturday Night Live - Weekend Update Thursday[19]
- 2015: Nominierung für Outstanding Writing for a Variety Special für Saturday Night Live - 40th Anniversary Special[19]
- 2016: Nominierung für Outstanding Writing for a Variety Special für John Mulaney: The Comeback Kid[19]
- 2017: Nominierung für Outstanding Variety Sketch Series für Documentary Now![19]
- 2018: Auszeichnung für Outstanding Writing for a Variety Special für John Mulaney: Kid Gorgeous at Radio City[19]
- 2019: Nominierung für Outstanding Original Music and Lyrics für Documentary Now!: "Holiday Party (I Did A Little Cocaine Tonight)"[19]
- 2019: Nominierung für Outstanding Writing for a Variety Series für Documentary Now![19]
- 2019: Nominierung für Outstanding Writing for a Variety Series für Saturday Night Live[19]
- 2019: Nominierung als Outstanding Guest Actor in a Comedy Series für Saturday Night Live[19]

Writers Guild of America Awards
- 2009: Auszeichnung für Best Comedy/Variety Series für Saturday Night Live[20]
- 2010: Auszeichnung für Best Comedy/Variety Series für Saturday Night Live[21]
- 2011: Nominierung für Best Comedy/Variety Series für Saturday Night Live[22]
- 2012: Nominierung für Best Comedy/Variety Series für Saturday Night Live[23]
- 2013: Nominierung für Best Comedy/Variety Series für Saturday Night Live[24]
- 2014: Nominierung für Best Comedy/Variety Series für Saturday Night Live[25]
- 2016: Nominierung für Best Comedy/Variety (Music, Awards, Tributes) – Specials für Saturday Night Live - 40th Anniversary Special[26]
- 2017: Nominierung für Best Comedy/Variety – Sketch Series für Documentary Now![27]
- 2017: Nominierung für Best Comedy/Variety – Sketch Series für Maya & Marty[27]